# Rétaux de Villette
Armand Gabriel Rétaux de Villette (9 de febrero de 1754-1797), fue un proxeneta, falsificador y chantajista francés. Participó en el famoso Asunto del collar.

## Primeros años de vida
Nació en Francia cerca de la ciudad de Lyon en 1754. Era el hijo menor de un aristócrata de la baja nobleza que carecía de los recursos económicos para asegurarse una posición adecuada a su estatus social. A una edad temprana, Rétaux se fue de casa y se alistó en el ejército como soldado raso. Se desconoce cuánto tiempo permaneció en el servicio militar o si fue dado de baja con honores o desertó. Sin embargo, en 1778, a la edad de 19 años, se sabía que vivía en París y se presentaba a sí mismo como el 'Conde' de Villette, un título que en realidad pertenecía a su hermano mayor. En la capital, Rétaux se ganó la vida reclutando mujeres jóvenes para que trabajaran como prostitutas, por lo que los propietarios de burdeles le pagaban una tarifa. Se cree que también trabajaba personalmente como gigoló para ayudarse a llegar a fin de mes. Fue durante ese tiempo que Villette desarrolló talento para la falsificación. Mientras ejercía su oficio, se sabía que falsificaba cartas de crédito por sumas de dinero superiores a lo que se debía por sus servicios. Además de las actividades delictivas, Villette ocasionalmente recurrió al chantaje de sus clientas.

## Asunto del collar
A través de una relación íntima con Jeanne de Valois-Saint-Rémy, la pareja protagonizó un gran escándalo relacionado con un collar de diamantes. El famoso Asunto del collar hizo historia en Francia y, aunque inocente e ignorante de tal trama, terminó definitivamente con la reputación pública de la reina. Villette desempeñó el papel de falsificador escribiendo cartas a Jeanne imitando la letra y firma de la reina María Antonieta para que pareciera que la reina deseaba el collar pero no podía comprarlo debido a la reticencia por parte del rey Luis XVI. Las cartas fueron presentadas a su vez al cardenal de Rohan y lo convencieron de que comprara el collar para la reina o eso creía. Después de que Rohan compró el collar y se lo entregó a Saint-Remy para que se lo pasara a la reina, ella y su esposo, Nicolas de la Motte, se fueron inmediatamente a Londres y comenzaron a vender los diamantes del collar para su propio beneficio. Villette luego testificó en el juicio contra los La Motte. El esquema finalmente fue expuesto y todos los involucrados fueron procesados, incluido Villette.

## Vida posterior
Como castigo por su participación en el asunto del collar, Villette fue desterrado de Francia. Al mudarse a Italia, escribió un libro sobre el asunto publicado en Venecia en 1790 (tres años antes de que ejecutaran a María Antonieta). Vivió el resto de sus días en la pobreza bajo un nombre falso, falleciendo en 1797, a los 43 años.

## En la ficción
Simon Baker interpreta a Rétaux de la Villette en la película estadounidense de 2001 The Affair of the Necklace, donde se lo muestra como un gigoló arrogante y bien conectado. Jean Weber lo interpretó en El collar de la reina, de 1929 una de las primeras películas parcialmente sonoras de Francia, y Guy Tréjan en Si m'était conté Versailles... (1954) gran éxito del director Sacha Guitry.